# Villaluenga de la Vega
Villaluenga de la Vega – gmina w Hiszpanii, w prowincji Palencia, w Kastylii i León, o powierzchni 26,31 km². W 2011 roku gmina liczyła 595 mieszkańców.